# Gaykitschcamp

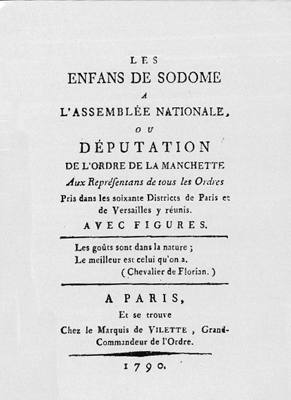
Les Enfans de Sodome à l'Assemblée Nationale, pamphlet de 1790 réédité par GKC en 1989.

Gay Kitsch Camp  ou GayKitschCamp (GKC) est une association française liée au mouvement homosexuel, créée par Patrick Cardon en 1987 à Aix-en-Provence et mise en activité à Lille deux ans plus tard.
Elle est déclarée le 17 juillet 1987 à la sous-préfecture d'Aix-en-Provence, et inscrite à l'INSEE le 13 juin 1989 sous le numéro SIREN 399-297-969.
En 1989, à l'occasion du Bicentenaire de la Révolution, elle réédite cinq pamphlets anonymes de 1790–1791 conservés à l'Enfer de la Bibliothèque nationale : Les Enfans de Sodome à l'Assemblée Nationale, Les Petits Bougres au manège, Requête et Décret en faveur des putains, Vie privée et publique du ci-derrière Marquis de Villette et La liberté ou Mlle Raucour (réunis dans une édition augmentée en 2005). Ce furent les premiers opuscules de la maison d'édition QuestionDeGenre/GKC, qui, fin 2021, prépare sa 100e publication sortant finalement en octobre 2022 : une réédition de l'intégralité (douze numéros) d'Akademos, la première revue homosexuelle française (1909),.
L'association a longuement participé au mouvement homosexuel français en particulier à Lille où, en plus de la maison d'édition citée, elle a repris le flambeau des festivals de cinéma LGBT en organisant 15 éditions du festival annuel QuestionDeGenre entre 1991 et 2005. Elle a également créé à Lille le premier centre de documentation médiatique ouvert au public, ouvert de 2000 à 2006 au 38bis rue Royale.
Cette association se limite actuellement à l'édition, tout en espérant réaliser sur d'autres bases un centre de documentation à Paris ou Montpellier. Elle détient de précieux documents de presse sur l'histoire médiatique des homosexualités, dont en particulier une affiche de 1725 annonçant la condamnation au bûcher pour sodomie de Étienne-Benjamin Deschauffours[réf. nécessaire]. Ce dernier avait été condamné pour avoir enlevé de jeunes garçons et les avoir vendus à des aristocrates. Outre le crime de sodomie et autres « péchés contre la Nature », il était accusé d'en avoir tué un.